# 原海象属
原海象属（学名：Protodobenus）是海象科下的一个属。

## 下属物种
本属包括以下物种：
- 日本原海象 Protodobenus japonicus Horikawa, 1995